# Вулканічні мінерали
Вулкані́чні мінера́ли (також фумарольні мінерали, фумарольні згони) — продукти вулканічних ексгаляцій, тверді мінерали, які виникли з газів, винесених з жерла вулкану або глибин лавового потоку, а також унаслідок взаємодії газів між собою чи з оточуючими породами. Найчастіше представлені хлоридами, флуоридами, сульфатами, сіркою самородною, сульфідами, карбонатами, боратами, флуоросилікатами. Більшість з них гігроскопічна. Утворюються при безпосередній кристалізації з газів під час їх охолодження або внаслідок взаємодії газів між собою. Звичайно утворюють кірки і нальоти на поверхні лави, а в порожнинах — ґроноподібні агрегати, сталактити і друзи.